# Fable II
Fable II è un videogioco action RPG fantasy creato dalla Lionhead Studios e pubblicato dalla Microsoft Game Studios, esclusivamente per Xbox 360. Sequel di Fable e Fable: The Lost Chapters, venne originariamente annunciato nel 2006 e pubblicato nell'ottobre 2008. Una raccolta del gioco e delle sue due espansioni venne pubblicata il 7 ottobre 2009 come "Game of the Year edition".
Il gioco è ambientato nella terra fantastica di Albion, 500 anni dopo gli eventi narrati nel primo Fable, in un'epoca coloniale rassomigliante al tempo dei banditi e dell'illuminismo; le armi da fuoco sono ancora primitive, grandi castelli e città hanno preso il posto di piccoli paeselli. A differenza del titolo originale, il giocatore potrà scegliere di essere maschio o femmina, così come la sua sessualità, permettendo matrimoni e legami sessuali con NPC sia maschili che femminili.
Il direttore creativo Peter Molyneux è stato fondamentale nella presentazione di questo gioco al pubblico, essendo stato il punto di riferimento già per il primo Fable.

## Trama

### L'Inizio
Il gioco inizia a partire dall'infanzia del protagonista: è inverno e lui e sua sorella Rosaspina sono molto poveri, e stanno contemplando il castello Fairfax. Aggirandosi per la città di Bowerstone si imbattono in un venditore ambulante che ha attratto a sé una gran folla, motivo che spinge i due ad avvicinarsi. Osservano e scoprono che è un venditore di oggetti magici, quando mostra alla folla un carillon reputandolo come capace di cose inimmaginabili. Rosaspina, alquanto scettica sulle affermazioni del venditore, reputa il carillon una truffa per idioti, e all'improvviso spunta una donna anziana e vestita in modo misterioso, da zingara, dice loro che dovrebbero comprarlo, dopo di che se ne va. Dopo aver riflettuto un po' su ciò che la donna ha detto, i due decidono di guadagnare le 5 monete necessarie ad acquistarlo; cercando di accaparrarsi i soldi incontrano un bulletto intento a colpire un cane, e i due, specie Rosaspina, accorrono in aiuto ad esso, ma viene colpita, cadendo a terra e, dopo aver combattuto contro il bulletto e averlo sconfitto, il cane entrerà a far parte dell'avventura. Una volta guadagnati i soldi i due si precipitano a comprare il carillon, dopo di che si dirigono in un posto tranquillo e lo attivano, ma mentre Rosaspina esprime il desiderio il carillon comincia a vibrare, per poi scomparire, il che rende Rosaspina alquanto scocciata, ma tuttavia i due andranno a dormire. La notte verranno svegliati dal cane che sta abbaiando ad una guardia di Fairfax che è stata incaricata di invitare i due al castello. All'inizio sono scettici, ma poi accettano e si dirigono nella stanza di Lucien, il re. Una volta arrivati da lui, Lucien comincia a porre loro delle domande, fino a che non gli chiede di andare su un piedistallo su cui è inciso un simbolo cerchiato. All'improvviso il cerchio si illumina di blu e Lucien cerca di toccare Rosaspina, ma il cerchio lo respinge diventando rosso. Così, infuriato, spara a Rosaspina, dopo di che butta il protagonista dalla torre che, miracolosamente, si salva e viene aiutato da Theresa, l'anziana signora, accompagnata dal cane che si prenderà cura di lui per i suoi anni giovani.

### La Storia Principale
Una volta cresciuto, Theresa gli racconta tutto, del fatto che lui è un Eroe, una persona che, insieme agli altri Eroi, hanno abilità straordinarie rispetto alla gente comune, e che il loro scopo è quello di migliorare il mondo, ma soprattutto sconfiggere Lucien, che intende prendere il comando, con la forza e tramite l'uso della Malatorre, una torre che potrebbe distruggere il mondo, a discapito degli obiettivi di Lucien e di tutta Albion. Inizia così la vera avventura, nella quale dovremo cercare di convincere gli altri eroi (rispettivamente della Forza, della Volontà e dell'Abilità) a concentrare i loro poteri sul protagonista, che potrà così sconfiggere Lucien. Durante questa procedura appare Lucien che rapisce gli eroi e spara al protagonista. Nella nostra "morte" vivremo un sogno in cui Rosaspina e il protagonista abitano in una fattoria, per poi seguire una musica che farà mutare il paesaggio, sparire Rosaspina e recuperare il carillon. Una volta recuperato ci ritroveremo nella Malatorre, in cui Lucien sta assorbendo le energie degli Eroi rapiti, ma con il carillon glieli sottrarremo, per poi ucciderlo con un colpo di pistola e salvare il mondo.

## Modalità di gioco
Man mano che si andrà avanti nel gioco si avrà la possibilità di personalizzare il proprio personaggio con abiti e tagli di capelli e altro. Ma la cosa più importante sarà la possibilità di compiere azioni buone e cattive, che causeranno disprezzo o gratitudine dai cittadini di Albion. Si potrà anche aumentare la propria forza, fisico, precisione nelle armi, nuove mosse e anche poteri magici grazie al guadagno di esperienza.

### Guadagnare esperienza
L'esperienza si guadagna principalmente nei combattimenti, oltre che a trovare pozioni che la faranno aumentare.
Esistono quattro tipi di esperienza: la Forza, che provvederà ad aumentare la salute, la robustezza e il danno provocato dalle armi; l'Abilità, che provvederà ad aumentare la precisione e la velocità; la Volontà, che procurerà al personaggio forti poteri magici e infine l'esperienza Generale.

### Interagire con le persone
Il personaggio avrà la possibilità di interagire con le persone attraverso espressioni Maleducate, Spaventose, Romantiche e Simpatiche che si acquisiranno avanti nel gioco oppure con appositi libri, i quali sono disponibili anche per apprendere le azioni che riguardano il proprio cane. Se si faranno azioni malvagie le espressioni apprese saranno maggiormente quelle maleducate, se invece si faranno buone azioni se ne apprenderanno di educate.

### Curiosità
- In una missione dovrete aiutare il guardiano del cimitero di Bowerstone a risvegliare il cadavere di Lady Grey, sindaco della città 500 anni prima ai tempi del primo Fable e amata dal guardiano. Il guardiano si chiama Victor, lo stesso nome del protagonista del romanzo "Frankenstein", Victor Frankenstein. Un'altra missione verrà sbloccata se acquistate la casa di quest'ultimo: qui dovrete scendere in una cripta, la cripta degli Shelley. Shelley è il cognome dell'autrice di "Frankenstein", Mary Shelley.
- Nascoste negli scenari del gioco si incontrano 50 piccole impertinenti statue parlanti, impropriamente indicate come gargolle, la cui distruzione permette di ottenere un premio. La difficoltà nel trovarle è che sono molto nascoste. Per essere trovate più facilmente le gargolle insultano i passanti e per colpirle basta capire da dove vengono gli insulti.
- Alla fine del gioco Lucien farà un discorso inutile e se farete passare troppo tempo prima di sparargli, Reaver prenderà l'iniziativa e lo ucciderà con un colpo di pistola.

## Espansioni
Sono state pubblicate al costo di 800 Microsoft Point su Xbox Live due espansioni di Fable II: Knothole Island e Vedere il futuro.

## Sequel
Fable 2 ha avuto un seguito intitolato Fable 3, pubblicato per console Xbox 360 il 29 ottobre 2010.